# Austin Peay State University
Die Austin Peay State University ist eine staatliche Universität in Clarksville im US-Bundesstaat Tennessee. Sie wurde 1927 gegründet und zu Ehren des in diesem Jahr im Amt verstorbenen Gouverneurs Austin Peay (1876–1927) benannt. Seit 1967 ist sie als Universität anerkannt und derzeit sind hier 9.192 Studenten eingeschrieben.

## Fakultäten
- Berufsprogramme und Sozialwissenschaften
- Geisteswissenschaften
- Naturwissenschaften und Mathematik
- Technologie und öffentliche Verwaltung in Fort Campbell
- Extended and Distance Education
- Graduate Studies

## Sport
Die Sportteams der Austin Peay State University sind die Governors. Die Hochschule ist Mitglied der ASUN Conference.